# 北科克萊
北科克萊（西班牙語：Coclé del Norte），是巴拿馬的城鎮，位於該國中部，由科隆省的多諾索區負責管轄，面積929.9平方公里，海拔高度5米，2010年人口3,555，人口密度每平方公里3.8人。